# Michimasa Fujino
Michimasa Fujino (藤野 道格 Fujino Michimasa?) es un empresario e ingeniero aeronáutico japonés. Es el presidente fundador y director ejecutivo de Honda Aircraft Company, la subsidiaria de Honda dedicada a la aeronáutica. En la empresa, es responsable de la estrategia comercial, la operación, el diseño, el desarrollo, la certificación, la comercialización, las ventas y la producción del innovador Honda HA-420 HondaJet. Desde 2015, también sirve como Gerente en Honda.
Fujino se ha dedicado apasionadamente a cumplir el sueño de Honda de llevar la movilidad personal hacia el cielo. No solo dirigió el diseño, certificación, producción y ventas del HondaJet, sino que también ha sido una fuerza motriz detrás de la formación y crecimiento continuo de Honda Aircraft.
Fujino ha recibido los tres premios ms prestigiosos de la industria aeroespacial: El premio diseño de aeronaves de la American Institute of Aeronautics and Astronautics (AIAA), el premio Clarence L. Kelly Johnson de la Sociedad de Ingenieros de Automoción, y el premio por la innovación aeronáutica de ICAS. Como la primera y única persona en recibir estos premios de forma simultánea, Fujino ha sido reconocido por sus altas contribuciones pioneras al diseño aeroespacial y de aeronaves con el HondaJet.

## Educación
Fujino posee un Bachelor of Science y un Doctorado de Ingeniería aeroespacial por la Universidad de Tokio.
Es miembro del American Institute of Aeronautics, la Royal Aeronautical Society, la Sociedad de Ingenieros de Automoción y la Academia Nacional de Ingeniería de Estados Unidos

## Carrera

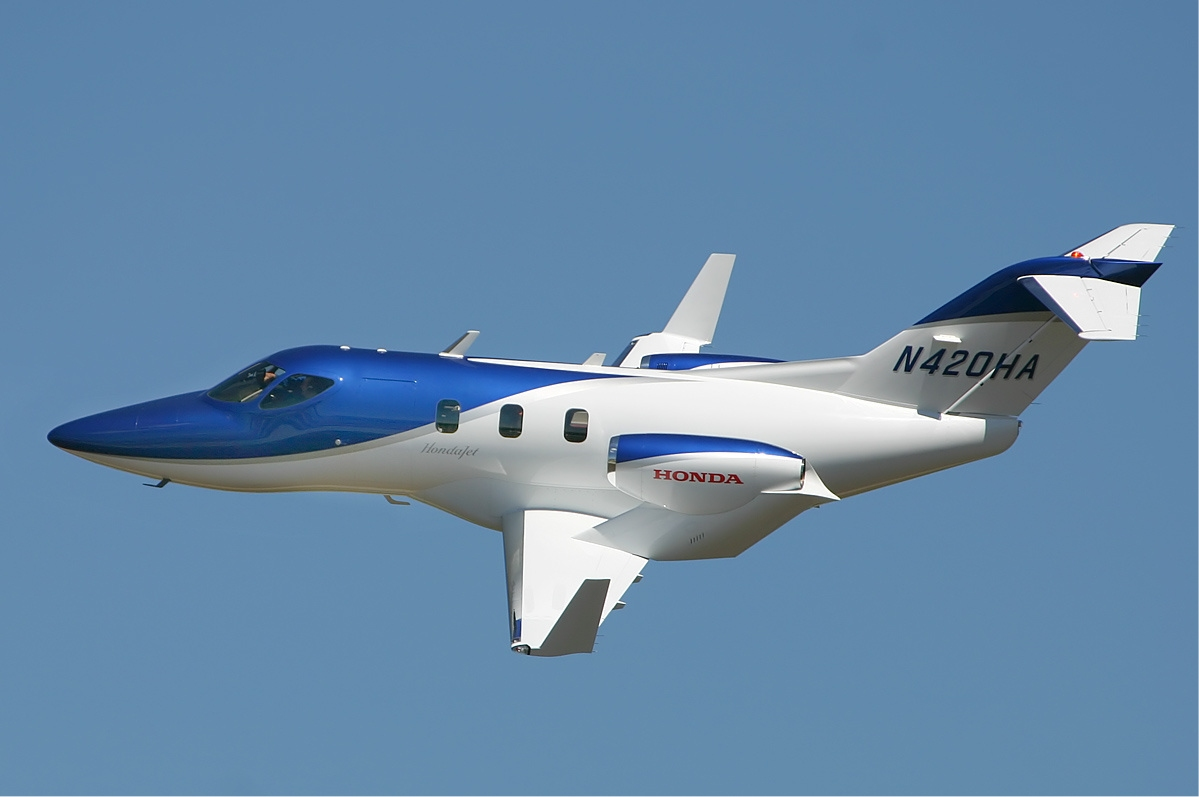
Vuelo de demostración de HondaJet

Antes de ser presidente y Director Ejecutivo de Honda Aircraft, Fujino ascendió en los rangos de ingeniería para convertirse en vicepresidente de Honda R & D Americas Inc., donde se convertiría en el diseñador jefe del programa HondaJet. En este cargo, dirigió todas las investigaciones aeronáuticas de Honda, incluidos análisis teóricos, verificación experimental y pruebas de vuelo. El HondaJet recibió la certificación de la Administración Federal de Aviación de los Estados Unidos en 2015, y empezó a vender unidades ese mismo año.

### 1984–1997
Fujino se unió a Honda al poco tiempo de graduarse de la Universidad de Tokio, en 1984. Pasó los dos primeros años de su carrera en la división de investigación automotriz trabajando en el desarrollo de un nuevo sistema de dirección de control eléctrico. Fujino fue luego asignado a un proyecto de investigación en el campo de la aviación.
Fujino y el equipo aeronáutico de Honda fue trasladado a un centro de estudios aeronáuticos avanzados en Starkville (Misisipi) en 1986. El primer jet experimental fue un avión modificado a partir de un avión de turbohélice monomotor existente, pero el segundo avión se construyó desde cero, era un avión experimental puro que consistía en varias nuevas tecnologías. Fujino y su equipo generaron muchos dibujos y realizaron numerosos análisis de estrés, realizaron pruebas estructurales, pruebas del sistema y pruebas de vibración del suelo, e incluso tuvieron que lijar moldes a mano. Gastando una enorme cantidad de tiempo y esfuerzo en este proyecto, Fujino ha llegado a comprender la teoría necesaria para diseñar un avión. Al mismo tiempo, ha adquirido habilidades tecnológicas avanzadas con suficiente experiencia para fabricar y desarrollar un avión.

### 1997–Presente
Durante el proyecto de investigación, Fujino imaginó un gran potencial para el jet de alto rendimiento. Pensó que si se pudiera diseñar un avión con alta eficiencia de combustible y alta velocidad, sin sacrificar el volumen de la cabina y el espacio para el equipaje, habría una demanda potencial en los mercados de aviones comerciales, por lo cual continuó desarrollando varias tecnologías nuevas para lograr su objetivo.
Cuando Fujino regresó a Japón, propuso ante sus superiores la idea de construir un avión con motores montados sobre la ala, el proyecto fue aprobado y eventualmente se convertiría en el Honda HA-420 HondaJet en 1997. Su liderazgo en el proyecto lo convirtieron en el presidente y Director Ejecutivo de 
Honda Aircraft Company en agosto de 2006. Actualmente reside en Greensboro (Carolina del Norte) con su esposa y sus tres hijos.
Fujino ha recibido varios premios importantes. En 2012 recibió el premio Aircraft Design Award.En 2013 el Aerospace Vehicle Design. En 2014 ganó el Award for Innovation in Aeronautics.En 2015 fue incluido en Living Legends of Aviation, una organización que reconoce a personas destacadas en la aviación y el sector aeroespacial.En 2021 ganó el Reed Aeronautics Award. 2024 recibió un premio de ingeniería, el Daniel Guggenheim Medal.

## Innovación y diseños
El diseño para un avión ligero avanzado que podría alcanzar alta velocidad y alta eficiencia de combustible llevó al desarrollo de tecnologías y conceptos clave en la empresa. Se alcanzó una configuración óptima para montar los motores arribas de las alas para poder reducir la resistencia en velocidades transónicas. Se demostró que este avance aeronáutico mejora drásticamente el rendimiento de la aeronave, la eficiencia del combustible y la comodidad de los pasajeros (cabina espaciosa y silenciosa).
También desarrolló un nuevo flujo laminar natural para el ala, una nariz para el fuselaje optimizada para la luz, y una nueva estructura compuesta híbrida, que contribuyó a un armazón de avión más ligero. Estas tres innovaciones permiten que el HondaJet logre mayor velocidad, mayor eficiencia de combustible y mayor cantidad de espacio de cabina y equipaje en comparación con otros aviones de su clase.
Fujino afirmó que sus objetivos eran diseñar y desarrollar un avión ligero avanzado que crearía un nuevo valor para la aviación personal y comercial.

## Publicaciones
- 2013. Case Study 4, HondaJet (615-647): Fundamentals of Aircraft and Airship Design, Vol.2, Leland M. Nicolai and Grant E. Carichner; Published by American Institute of Aeronautics and Astronautics for the AIAA Education Series ISBN 978-1-60086-898-6.[4]
- 2012. Aeronautical and Space Sciences Japan, Vol.60, No.4, Development of the HondaJet.
- 2005. Journal of Aircraft 0021-8669 Vol.42 No.3 (755-764): Design and Development of the HondaJet.[20]
- 2005. Proceedings: The 36th JSASS Annual Meeting: Design and Development of the HondaJet.
- 2004. ICAS 2004-1.7.2: Development of the HondaJet.[21]
- 2004. ICAS 2004-4.10.1: Initial Flight Testing of the HondaJet.[22]
- 2003. Journal of Aircraft 0021-8669 Vol.40 No.4 (609-615): Natural-Laminar-Flow Airfoil Development for a Lightweight Business Jet.[23]
- 2003. Journal of Aircraft 0021-8669 Vol.40 No.6 (1177-1184): Wave-Drag Characteristics of an Over-the-Wing Nacelle Business-Jet Configuration.[24]
- 2003. AIAA-2003-1942: Flutter Characteristics of an Over-the-Wing Engine Mount Business Jet Configuration.[25]